# Anachlorocurtis commensalis
Anachlorocurtis commensalis is een garnalensoort uit de familie van de Chlorotocellidae. De wetenschappelijke naam van de soort is voor het eerst geldig gepubliceerd in 1975 door Hayashi.